# Arras-en-Lavedan
Arras-en-Lavedan (gaskognisch Arràs) ist eine französische Gemeinde mit 494 Einwohnern (Stand 1. Januar 2022) im Département Hautes-Pyrénées in der Region Okzitanien; sie gehört zum Arrondissement Argelès-Gazost und zum Kanton La Vallée des Gaves. Die Bewohner nennen sich Arrasiens/Arrasiennes.

## Lage
Arras-en-Lavedan liegt an einem Hang im Südwesten des Départements Hautes-Pyrénées, rund 32 Kilometer (Luftlinie) südwestlich von Tarbes. Der Fluss Gave d’Azun durchquert die Gemeinde und bildet streckenweise deren Ostgrenze. Der Südteil der Gemeinde liegt im Nationalpark Pyrenäen. Der höchste Punkt der Gemeinde ist nahe der Bergspitze des Soum de Picarré (2306 m. ü. M.) auf 2288 m. ü. M. Weite Teile des Gemeindegebiets sind bewaldet oder Gebirgslandschaft.
Die Gemeinde besteht aus dem Dorf Arras, den Weilern (hameaux) La Lanne, Les Arrassets und Les Gerbes sowie zahlreichen Einzelgehöften.
Nachbargemeinden sind, Gez im Norden und Nordosten, Argelès-Gazost im Nordosten, Arcizans-Avant im Osten, Cauterets im Südosten, Estaing im Südwesten, Sireix im Westen, Arcizans-Dessus im Westen und Nordwesten sowie Salles im Nordwesten.

## Geschichte
Erste namentliche Erwähnungen erfuhr Arras im 11. Jahrhundert in den Kopialbüchern von Bigorre und Saint-Savin. Im frühen Mittelalter wechselte die Herrschaft häufig (Westgoten, Basken, Franken, Sarazenen). Danach war der Ort jahrhundertelang unter der Herrschaft des Königreichs Aquitanien respektive des Herzogtums Gascogne. Von 900 bis 1609 gab es eine Grafschaft Bigorre innerhalb der vorgenannten Gebiete. Im Hundertjährigen Krieg war Arras-en-Lavedan manchmal unter englischer, manchmal unter französischer Herrschaft. Von 1425 bis 1609 gehörte der Ort als Teil der Grafschaft Bigorre zur nur lose mit Frankreich verbundenen Grafschaft Foix. Weil der letzte Herrscher dieser Grafschaft, König Heinrich III. von Navarra aus dem Hause Bourbon, 1589 den Thron von Frankreich (als Heinrich IV.) bestieg, waren die Orte der Region 1609 bis 1789 Krondomäne. Die Gemeinde gehörte von 1793 bis 1801 zum District Argelès. Zudem war sie von 1793 bis 2015 Teil des Kantons Aucun. Mit Ausnahme der Jahre 1926 bis 1942 (Arrondissement Bagnères) war Arras-en-Lavedan seit 1801 verwaltungstechnisch Teil des Arrondissements Argelès-Gazost. Die Gemeinde ist Teil der historischen Landschaft Lavedan (auch Pays des Sept Vallées genannt).

## Bevölkerungsentwicklung
| Jahr                       | 1962 | 1968 | 1975 | 1982 | 1990 | 1999 | 2006 | 2012 | 2020 |
| Einwohner                  | 449  | 455  | 402  | 418  | 418  | 456  | 521  | 515  | 488  |
| Quellen: Cassini und INSEE |      |      |      |      |      |      |      |      |      |

Die Zahl der Bewohner ist wegen Abwanderung, der Gefallenen des Ersten Weltkriegs sowie der Grippewelle 1918/1919 stark gesunken. Die niedrigsten Einwohnerzahlen stammen aus der Nachkriegszeit.

## Sehenswürdigkeiten
Die Sehenswürdigkeiten der Gemeinde sind:
- Kirche Saint-Martin; älteste Teile aus dem Jahr 1200; seit 1979 als Monument historique gelistet[2]
- Schloss Castet naü d’Azun aus dem Jahr 1260; lange Zeit eine Ruine, Restauration seit 1996
- Turm der Abtei aus dem Mittelalter
- Wassermühle
- Brunnen La Désirée
- alte Brotöfen
- Dorfschule aus dem Jahr 1889
- Lavoir (ehemaliges Waschhaus)
- Denkmal für die Gefallenen[3]

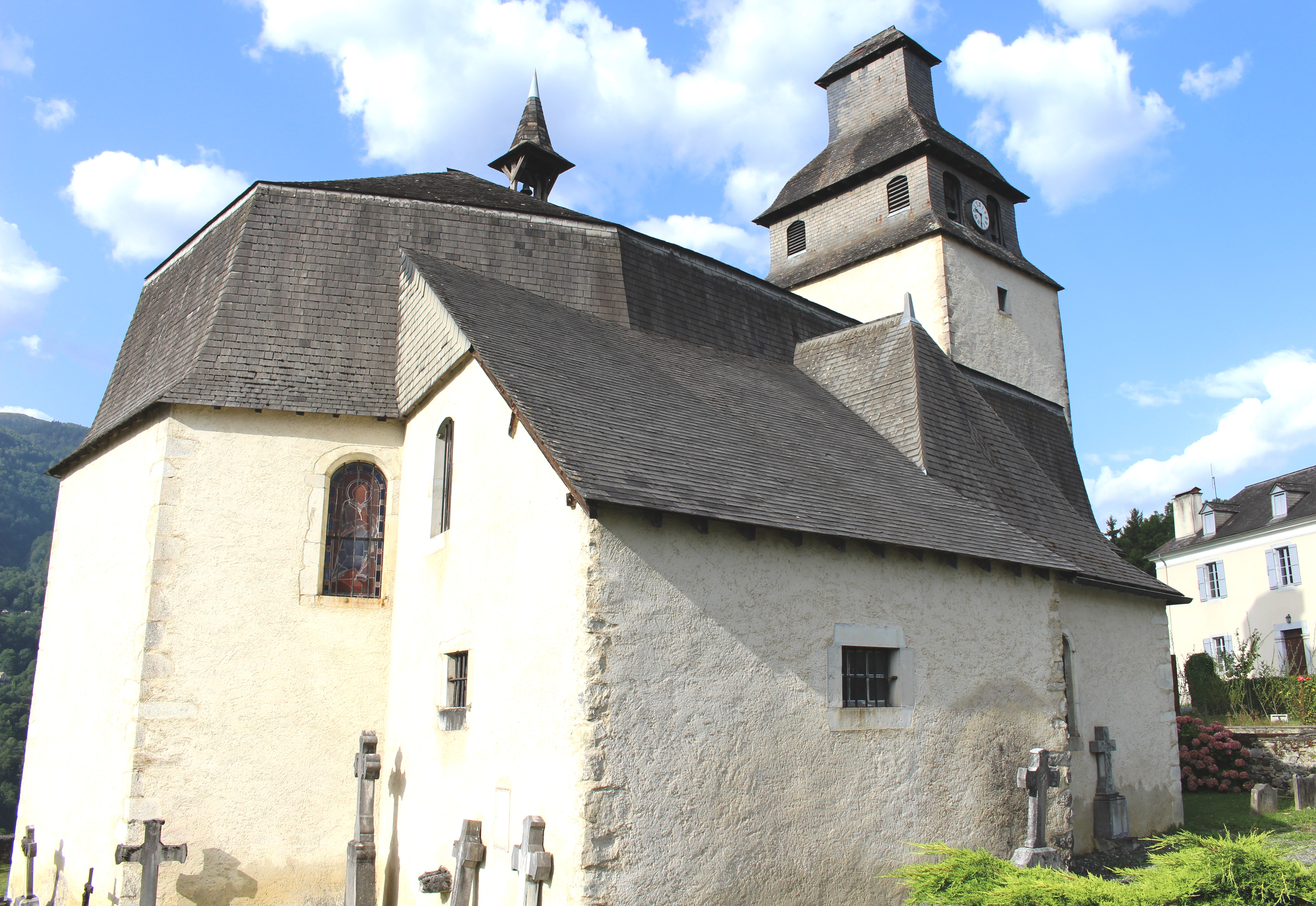
Kirche Saint-Martin
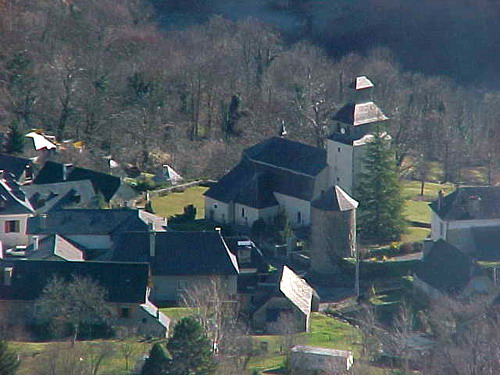
Blick auf Arras-en-Lavedan
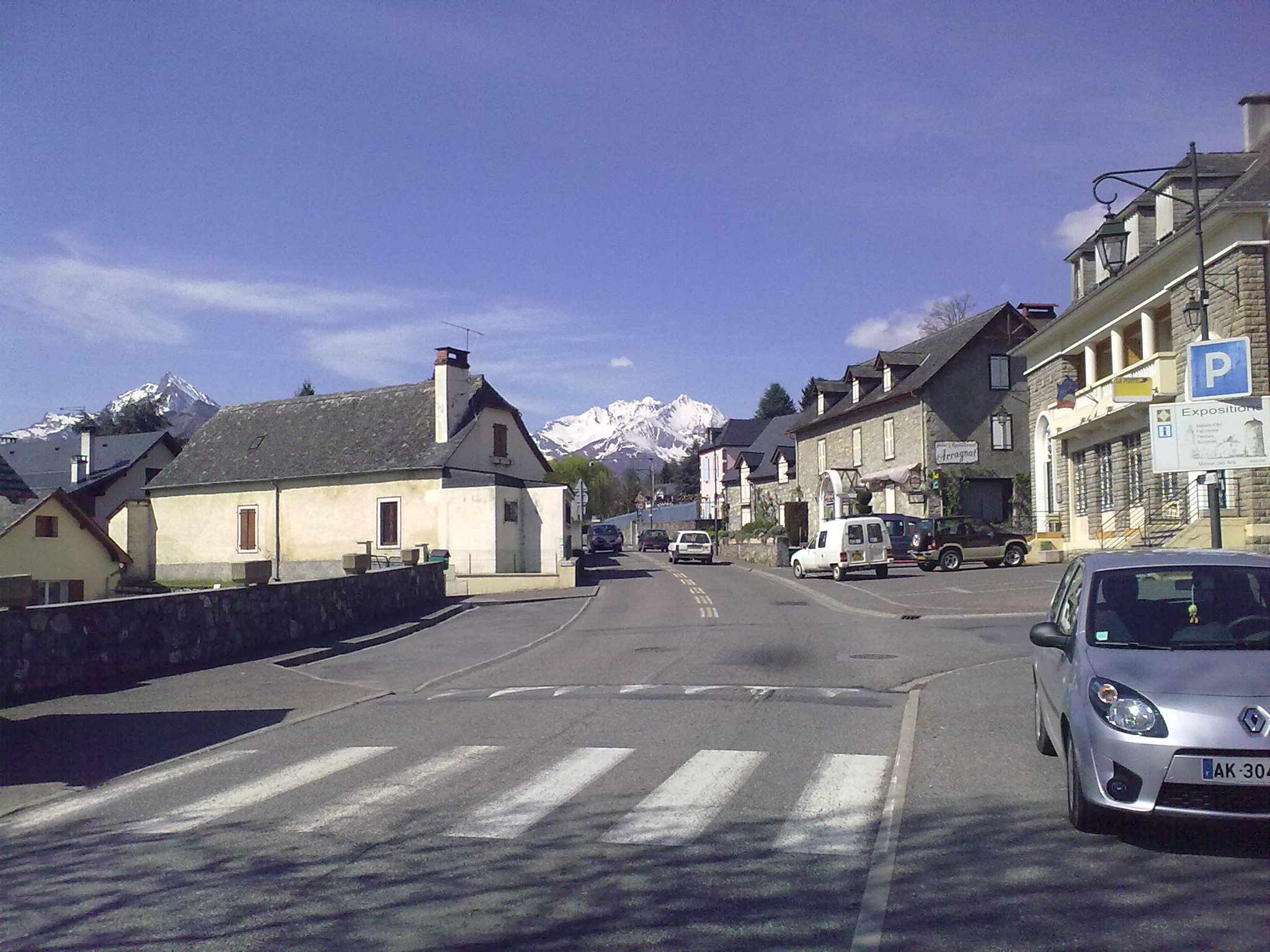
Arras-en-Lavedan, Blick Richtung Pyrenäen
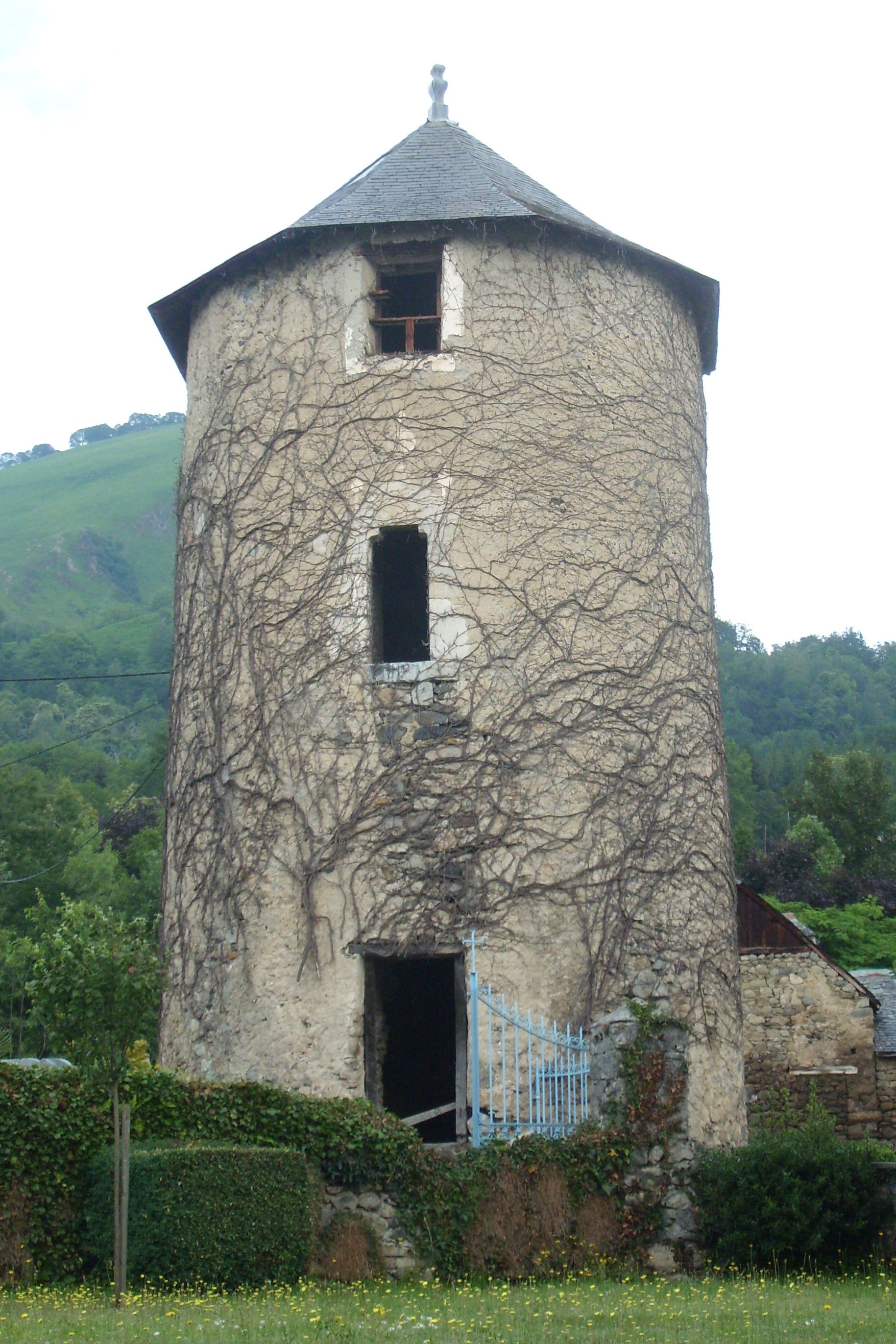
Turm in Arras-en-Lavedan